# Henri Mauduit (football)
Pour les articles homonymes, voir Mauduit.
Henri Mauduit, né le 11 janvier 1933 à Laval et mort dans la même ville le 29 janvier 1981, est un footballeur français évoluant au poste d'attaquant. Il est directeur sportif du Stade lavallois dans les années 1970.

## Biographie
Henri Mauduit est formé au Stade lavallois. Il participe au bon parcours en Coupe de l'US Thouaré, club de promotion, lors de la saison 1951-1952. En mai 1953, auteur de 17 buts en 20 matches de DH avec le SO Cholet, il est sélectionné dans l'équipe de l'Ouest. Il réintègre après son service militaire l'équipe de Sedan en 1953, où il participe à la montée de l'équipe en Division 1. Il rejoint ensuite le Stade lavallois où il est joueur de 1958 à 1962, avant d'en devenir le directeur sportif, sous la direction d'Henri Bisson, avec lequel il participe à la montée de l'équipe en Division 1 en 1976.
Il est agent technique au lycée Réaumur de Laval jusqu'à sa mort le 29 janvier 1981, à 48 ans.